# Peia
Peia – miejscowość i gmina we Włoszech, w regionie Lombardia, w prowincji Bergamo.
Według danych na styczeń 2009 gminę zamieszkiwało 1838 osób przy gęstości zaludnienia 427,4 os./km².